# Maratshwane
Maratshwane est une ville du district de Kweneng au Botswana.